# Thomas Eckelmann
Thomas Eckelmann ist ein deutscher Schauspieler und Synchronsprecher, der einem breiten Publikum vor allem als deutsche Stimme von Winnetou (Pierre Brice) bekannt geworden ist.

## Leben
Eckelmann wirkte als Theaterschauspieler in verschiedenen Berliner Bühnen wie dem Forum-Theater und dem Berliner Theater. Gelegentlich übernahm er auch Rollen in Film- und Fernsehproduktionen wie in Egon Monks Ost-West-Drama Preis der Freiheit und im Edgar-Wallace-Krimi Der Zinker sowie in Fernsehserien wie Jedermannstraße 11.
Einem breiten Publikum wurde Eckelmann jedoch durch seine Arbeit als Sprecher für Hörfunk und Filmsynchronisation bekannt. Für einige Jahre war er der deutsche Stammsprecher von Pierre Brice, für den er in Winnetou 2. Teil Christian Wolff ablöste. Er sprach Brice noch in sechs weiteren Karl-May-Verfilmungen – Unter Geiern, Der Ölprinz, Winnetou 3. Teil, Old Surehand 1. Teil, Winnetou und das Halbblut Apanatschi, Winnetou und Shatterhand im Tal der Toten – sowie im Western Die Hölle von Manitoba. Daneben lieh er zahlreichen anderen international bekannten Schauspielern seine Stimme wie beispielsweise Dean Jones in Käpt’n Blackbeards Spuk-Kaschemme, Richard Chamberlain in Rufmord, Russ Tamblyn in West Side Story und Steve McQueen in Nevada Smith. Eckelmann war Mitglied der Gruppierung The Living Theatre.
Anfang der 1970er Jahre zog sich Eckelmann aus dem Beruf zurück und übersiedelte nach Auroville in Indien, wo er sich eine neue Existenz aufbaute. Seither wird in verschiedenen Quellen fälschlicherweise 1972 als vermeintliches Todesdatum verbreitet. Eckelmann war zeitweise mit der Kostümbildnerin Ellen Eckelmann (* 1942/43; † 2021) verheiratet und lebte mit ihr und der gemeinsamen Tochter in Indien.

## Filmografie (Auswahl)
- 1963: Der Zinker
- 1965: …und heute ins Theater – Ich, Erste Person Einzahl
- 1966: Preis der Freiheit
- 1966: Briefe nach Luzern
- 1968: Der Sommer der 17. Puppe
- 1971: Ich liebe dich, ich töte dich